# Theodor Pištěk (kostiumograf)
Theodor Pištěk (ur. 25 października 1932 w Pradze) – czeski malarz znany z tworzenia fotorealistycznych obrazów, rysownik, twórca kostiumów filmowych i scenografii. Zdobył Oscara za najlepsze kostiumy do filmu Amadeusz (1984). Otrzymał także nominację w tej samej kategorii za film Valmont (1989), który przyniósł mu nagrodę Cezara.
Uczestniczył w tworzeniu około 105 filmów, jego prace wystawiane były na kilkudziesięciu wystawach na całym świecie. W 1970 roku Pištěk tworzył bajki dla magazynu Ohníček. Zaprojektował umundurowanie dla Gwardii Zamkowej w Pradze. Od 2018 roku jest honorowym pułkownikiem Gwardii Zamkowej.

## Wybrana filmografia
- Diabelska przepaść (Ďáblova past, 1962)
- Tarzanova smrt (Śmierć Tarzana, 1962)
- Happy End (Szczęśliwe zakończenie, 1966)
- Údolí včel (Dolina Pszczół, 1968)
- Małgorzata, córka Łazarza (1967)
- Panowie, zabiłem Einsteina (1970)
- Jest pan wdową, proszę pana! (1970)
- Trup w każdej szafie (1971)
- Touha Sherlocka Holmese (Pragnienie Szerloka Holmsa, 1971)
- Dziewczyna na miotle (1972)
- Sześć niedźwiedzi i klown Cebulka (1972)
- Trzy orzeszki dla Kopciuszka (1973)
- Jak utopić doktora Mraczka (1974)
- Zaklęte rewiry (1975)
- Mareczku, podaj mi pióro! (1976)
- Szpinak czyni cuda! (1977)
- Pan Tau (czesko-niemiecki serial telewizyjny, 1977-78)
- Cudowni mężczyźni z korbką (1979)
- Śmierć autostopowiczek (1979)
- Królewicz i gwiazda wieczorna (1979)
- Arabela (1979–1981)
- Brontosaurus (1980)
- Postrzyżony Postřižiny (1981)
- Goście Návštěvníci (1981–1983)
- Wampir z Feratu (1982)
- Saráb (1982)
- Rumburak (1984)
- Amadeusz (1984)
- The Raggedy Rawney (1988)
- Valmont (1989)
- Skandalista Larry Flynt (1996)
- Dune (miniserial, 2000)
- Children of Dune (miniserial, 2003).